# Gemma gemma
Pour les articles homonymes, voir Gemma.
Genre
Espèce
Gemma gemma est une espèce de mollusques bivalves de la famille des Veneridae. C'est la seule espèce du genre Gemma.